# Palau-del-Vidre
Palau-del-Vidre är en kommun i departementet Pyrénées-Orientales i regionen Occitanien i södra Frankrike. Kommunen ligger i kantonen Argelès-sur-Mer som tillhör arrondissementet Céret. År 2022 hade Palau-del-Vidre 3 232 invånare.

## Befolkningsutveckling
Antalet invånare i kommunen Palau-del-Vidre
| Referens: INSEE |